# Бобиньи — Пабло Пикассо (станция метро)
Бобиньи — Пабло Пикассо (фр. Bobigny - Pablo Picasso) — конечная станция линии 5 Парижского метрополитена, расположенная в коммуне Бобиньи. Своё название получила по названию коммуны, а также по расположенной рядом улице (фр. Rue Pablo Picasso), названной в честь испанского художника Пабло Пикассо, прожившего во Франции значительную часть своей творческой жизни. Рядом со станцией располагается ряд административных зданий коммуны Бобиньи, в том числе и Суд высшей инстанции Бобиньи, консульство департамента Сен-Сен-Дени и консульство Алжира.

## История
- Станция открылась 25 апреля 1985 года в конце пускового участка Эглиз-де-Пантен — Бобиньи — Пабло Пикассо. С 6 сентября 1992 года возможна пересадка на первую линию новой трамвайной системы региона Иль-де-Франс.
- Пассажиропоток по станции по входу в 2011 году, по данным RATP, составил 6 722 182 человек[2]. В 2013 году этот показатель вырос до 7 135 266 пассажиров (38-е место по уровню входного пассажиропотока в Парижском метро)[3].

## Перспективы
К 2030 году планируется сооружение пересадочного узла с новой линией 15, строящейся в рамках проекта Гранд Пари Экспресс..

## Путевое развитие
Станция состоит из трёх путей и двух платформ. К северу от станции располагается двухпутный оборотный тупик. С южной стороны западный путь станции следует сначала параллельно перегону Бобиньи — Пантен — Раймон Кено, а потом поворачивает на территорию ателье де Бобиньи — единственного депо в Иль-де-Франсе, обслуживающего одновременно и метропоезда (линия 5), и трамваи (линия Т1). Между этим ателье и станцией Бобиньи — Пантен — Раймон Кено запланировано строительство станции «Бобиньи — Ля Фоли».